# Yanga R. Fernández
Pour les articles homonymes, voir Fernández.
Yanga R. Fernández est un astronome américano-canadien né le 10 juin 1971, à l'université d'Hawaï (2002-2005) et à l'University of Central Florida (2005-).
Il a codécouvert avec Scott S. Sheppard, le groupe de Carmé, un groupe de lunes situées autour de Jupiter.
L'astéroïde (12225) Yanfernández a été nommé en son honneur.